# Petite Creuse
Petite Creuse – rzeka we Francji, przepływająca przez teren departamentu Creuse, o długości 95,1 km. Stanowi dopływ rzeki Creuse.